# 拉齊爾 (科羅拉多州)
拉齊爾（英語：Lazear）是位於美國科羅拉多州德爾塔縣的一個非建制地區。該地的面積和人口皆未知。

## 地理
拉齊爾的座標為38°46′48″N 107°46′54″W / 38.78000°N 107.78167°W，而該地的平均海拔高度為1659米（即5443英尺）。